# 夷都長官司
夷都長官司，在四川省屏山縣西南一百三十里。元至元中與馬湖路同置，長官文氏世襲。
夷都長官司夷氏。夷都，即中都，為屏山，沐川，馬邊交界之一重鎮。明萬曆十七年討平邛部，黃螂、雷波諸夷之後，改夷都為中都。據《屏山縣冶》卷五《人物誌》和陝西按察司僉事富順何鍾《夷氏家祠記》所載：至元十三年置夷都長官司，封夷悰為進義校尉，夷都七村都大使。順帝至元二年並馬湖府六長官司為三，夷都並於冰川，命夷氏為世襲副長官。洪武四年夷氏隨馬湖路總管安濟投誠，仍以其襲冰川司副長官，封承直郎，康熙後絕嗣。